# جاومي مورا
جاومي مورا (بالإسبانية: Jaume Mora)‏ هو طبيب إسباني، ولد في عقد 1960 في أرينيس دي مار في إسبانيا.